# Kazimierz Żurawski
Kazimierz Żurawski (ur. ?, zm. w lutym 2004) – polski działacz samorządowy i urzędnik, w latach 1975–1982 prezydent Jeleniej Góry.

## Życiorys
Ukończył studia magisterskie. 1 czerwca 1975 objął stanowisko prezydenta Jeleniej Góry (pierwszego po przekształceniu stanowiska naczelnika i powołaniu województwa jeleniogórskiego). Zajmował je do czerwca 1982, za jego kadencji obszar miasta powiększono o Cieplice, Sobieszów, Maciejową i Goduszyn. W 1982 przeszedł na fotel dyrektora Urzędu Statystycznego w Jeleniej Górze, którym kierował do przejścia na emeryturę w 1998.